# أيسلين هورغان والاس
أيسلين هورغان والاس (بالإنجليزية: Aisleyne Horgan-Wallace) (من مواليد 28 ديسمبر 1978) شخصية تلفزيونية إنجليزية، عارضة أزياء، وكاتبة عمود، صعدت إلى الشهرة في عام 2006 عندما ظهرت في السلسلة السابعة من برنامج تلفزيون الواقع «الأخ الأكبر».

## روابط خارجية
- أيسلين هورغان والاس على موقع IMDb (الإنجليزية)
- أيسلين هورغان والاس على موقع قاعدة بيانات الفيلم (الإنجليزية)